# Olecko
Olecko (Duits: Marggrabowa, ook: Oletzko; 1928-1945: Treuburg) is een stad in het Poolse woiwodschap Ermland-Mazurië, gelegen in de powiat Olecki. De oppervlakte bedraagt 11,42 km², het inwonertal 16.100 (2005).

## Geschiedenis
Olecko werd als Marggrabowa in 1560 gesticht door Albrecht von Brandenburg-Ansbach, hertog van Pruisen met als doel was om dit nauwelijks bewoonde deel van Oost-Pruisen onder betere controle te brengen en daarmee de grens met Polen te beveiligen. Daartegenover stichtte Sigismund II. Augustus koning van Polen een soortgelijke stad aan de andere kant van de grens: Augustow. In 1619 zou bij de nieuwe stad een jachtslot door de hertog gebouwd worden met de naam ‘Oletzko’ een naam die ook ging gelden voor de 'Kreis' het plattelandsdistrict om de stad heen. Overigens vonden Duitse nationalisten deze namen niet Duits genoeg en na 1928 werd het ‘Treuburg’, een naam die verwijst naar de uitslag van de volksstemming van 1920. 
In het gebied van de Kreis Oletzko woonden Mazoeren, Pools sprekende Lutheranen, oorspronkelijk afkomstig uit het naastgelegen Mazoerië en geworven om het nauwelijks bevolkte gebied te koloniseren. Zij namen het lutherse geloof aan. De stad telde aanvankelijk weinig meer dan duizend inwoners en daarvan stierf negentig procent in de grote pestepidemie van 1709. In dit economisch marginale gebied bleef de bevolkingsgroei gering, maar in 1780 waren er toch weer anderhalf duizend mensen in de stad woonachtig. Pas in 1850 was hun aantal verdubbeld en vlak voor de Eerste Wereldoorlog waren het er 5.000 geworden. Deze poolstalige bevolking was luthers van geloof en Pruisisch loyaal; ze onderging in toenemende mate een proces van germanisering in de tweede helft van de 19de eeuw, waaraan vooral het staatsonderwijs bijdroeg.
In augustus 1914, het begin van de Eerste Wereldoorlog, kwamen Russische legers het gebied binnen en werd de stad platgebrand. Een groot deel van de bevolking vluchtte. De Russen trokken zich terug na de Slag bij Tannenberg maar in februari 1915 vielen ze opnieuw Oost-Pruisen binnen hoewel zij niet verder dan de stad kwamen en zich toen terug moesten trekken. Pas daarna keerden de bewoners terug in hun verwoeste stad. 
De nationaal Duitse gezindheid kwam tot uitdrukking toen de geallieerde overwinnaars Polen in 1919 heroprichtten en een antwoord moesten geven op de Poolse claim dat alle Poolstaligen in de nieuwe staat zouden thuishoren, en dat daarom de Oost-Pruisische landstreek ‘Masuren’ ook Pools diende te worden. Het verzet van de Poolstalige Mazoeren in Oost-Pruisen tegen grensverschuivingen leidde tot de instelling van een volksraadpleging in 1920. In de ‘Kreis’ Oletzko, waarin de stad was gelegen, stemden slechts twee ingezetenen voor aansluiting bij Polen. In de stad Marggrabowa geen een. Als dank voor de trouw aan Pruisen werd de stad in 1928 in Treuburg omgedoopt.  
Na de oorlog zou Marggrabowa respectievelijk Treuburg modern heropgebouwd worden. Vlak voor de Tweede Wereldoorlog woonden er 7.000 mensen en een deel van hun vluchtte al in oktober 1944 voor de komst van het Sovjet-leger. In januari 1945 kwam de stad na verwoestende bombardementen in handen van de Sovjets, gevolgd door Poolse autoriteiten. De bewoners die nog Pools (Mazoers) konden spreken mochten blijven; Duitstaligen moesten verdwijnen. Zie Verdrijving van Duitsers na de Tweede Wereldoorlog. Nieuwe Poolse bewoners kwamen in hun plaats. In de jaren vijftig en zestig verdwenen veel van de tweetalige Mazoeren alsnog naar Duitsland.
Na de oorlog werd de stad hoofdplaats van een ‘powiat’ Olecko en groeide ze in inwonertal tot 16.000.